# Josia Thugwane
Josia Thugwane (Bethal, 15 de abril de 1971) é um atleta sul-africano, campeão da maratona nos Jogos Olímpicos de Atlanta em 1996. Foi o primeiro sul-africano negro a conquistar uma medalha de ouro olímpica para seu país.
Membro da tribo Ndebele e jogador de futebol da mina de Koornfontein até 1988, Thugwane disputou sua primeira maratona em 1991 e em 1993 sagrou-se campeão nacional da maratona da África do Sul, mas sua carreira internacional só se iniciou em 1995 quando conquistou a Maratona de Honolulu. Em março de 1996, pouco antes dos Jogos Olímpicos, ele sofreu uma tentativa de assalto à mão armada em seu carro e foi baleado de raspão no rosto. A marca da bala lhe deixou uma longa cicatriz no queixo e Josia também machucou as costas ao saltar do carro em movimento. A mineradora de carvão para a qual trabalhava como guarda de segurança pagou seu tratamento e reabilitação.
Em Atlanta, na disputa da maratona olímpica, num percurso cheio de subidas e descidas e sob calor e humidade, ele esteve sempre no pelotão de líderes até distanciar-se dos demais concorrentes com cerca de 35 km, ao lado do sul-coreano Lee Bong-Ju e do queniano Erick Wainaina. Ao entrarem no Centennial Olympic Stadium, Thugwane liderava com pouca vantagem sobre os demais concorrentes e cruzou a linha de chegada em primeiro lugar, três segundos à frente de Bong-Ju, na mais apertada vitória na maratona olímpica até hoje.
Após vencer a Maratona de Fukuoka em 1997, com a melhor marca de sua carreira – 2:07:28  – a carreira de Thugwane não mais prosperou a nível internacional. Não conseguiu completar a prova em três maratonas seguidas e terminou apenas em 20º na maratona dos Jogos Olímpicos de Sydney em 2000.
Chamado por Nelson Mandela de "menino de ouro da África do Sul", sua última vitória internacional aconteceu no Japão em 2002, na Nagano Olympic Commemorative Marathon, uma prova anual criada pelos japoneses desde 1999 para comemorar os Jogos Olímpicos de Inverno de 1998, realizados nesta cidade.

## Citação
| “ | Eu ganhei a medalha de ouro para todo o povo da África do Sul e, especialmente, para meu presidente, Nelson Mandela, que nos tornou possível voltar a fazer parte da comunidade internacional . | ” |